# Kattehuset (Riga)
Kattehuset (lettisk: Kaķu nams) er en bygning i Rigas gamle by, hovedstaden i Letland. Huset opførtes i 1909 efter tegninger udført af arkitekt Friedrich Scheffel. Husets design er inspireret af middelalderlig arkitektur med elementer af jugendstil. Huset er kendt for de to katteskulpturer med krumme rygge og rejste haler på taget. Det siges, at husets ejer ønskede, at kattene anbragtes med deres bagdele vendt mod det store gildehus, som ligger skråt overfor, da husets ejer bar nag mod gildets medlemmer. Senere blev det bestemt, at kattene skulle vende med hovederne mod gildehuset.

## Kattelegenden
Legenden, der er kendt af de fleste fra Riga, og som også fortælles til turister, findes i mindst to udgaver. Én udgave af legenden fortæller, at den rige købmand som bestilte bygningens opførsel blev nægtet medlemskab til Rigas Købmandsgilde, som for det meste bare kaldes Store Gilde. Et centralt element i begge udgaver af legenden er anekdoten, at under sit forsøg på gengældelse, fik købmanden fremstillet to kobberstatuer af vredt udseende katte med krummede rygge og rejste haler, som anbragtes på husets to hjørnetårne med deres bagdele vendt mod Store Gilde, som ligger skråt overfor.
Den anden, og muligvis ældre udgave af kattelegenden, fortæller at den rige købmand anbragte de to vrede kattestatuer på toppen af bygningens hjørnetårne med deres bagdele vendt mod Riga Rådhus, efterfølgende en uoverensstemmelse med Riga Byråd, hvorefter købmanden tvang opførslen af huset igennem. Riga Rådhus lå på det tidspunkt i den samme retning som Store Gilde fra kattehuset, men rådhuset nedbrændte under 2. verdenskrig, blev endelig nedrevet i 1954, og blev først genopført på nøjagtig samme sted i årene 2000 til 2001.